# Municipio de Field (Illinois)
El municipio de Field (en inglés: Field Township) es un municipio ubicado en el condado de Jefferson en el estado estadounidense de Illinois. En el año 2010 tenía una población de 1468 habitantes y una densidad poblacional de 15,29 personas por km².

## Geografía
El municipio de Field se encuentra ubicado en las coordenadas 38°25′57″N 88°52′2″O / 38.43250, -88.86722. Según la Oficina del Censo de los Estados Unidos, el municipio tiene una superficie total de 96.03 km², de la cual 95,54 km² corresponden a tierra firme y (0,51 %) 0,49 km² es agua.

## Demografía
Según el censo de 2010, había 1468 personas residiendo en el municipio de Field. La densidad de población era de 15,29 hab./km². De los 1468 habitantes, el municipio de Field estaba compuesto por el 97,55 % blancos, el 0,41 % eran afroamericanos, el 0,14 % eran amerindios, el 0,07 % eran asiáticos y el 1,84 % eran de una mezcla de razas. Del total de la población el 1,02 % eran hispanos o latinos de cualquier raza.